# Lillian Tibatemwa-Ekirikubinza
Lillian Tibatemwa-Ekirikubinza est une avocate et juge ougandaise, qui est juge à la Cour suprême de l'Ouganda (en) depuis 2015.

## Enfance et éducation
Elle est née dans le district actuel d'Iganga en 1961. Elle a étudié le droit à l'université Makerere, à Kampala, en Ouganda, où elle a obtenu un Bachelor of Laws. Elle détient également un diplôme en pratique juridique, décerné par le Law Development Centre (en), également à Kampala.
Sa maîtrise en droit commercial a été obtenue à l'université de Bristol au Royaume-Uni. Elle possède également un doctorat en droit, obtenu à l'université de Copenhague au Danemark,.
Lillian Tibatemwa-Ekirikubinza est mariée à Paul Ekirikubinza, un ingénieur civil, et ils ont trois fils.

## Carrière
Tibatemwa-Ekirikubinza a été successivement chargée de cours, professeure agrégée puis professeure de droit à l'université Makerere. Elle est nommée vice-chancelière adjointe responsable des affaires académiques de cette institution,,. Elle est vice-chancelière par intérim de l'Université Makerere, d'avril 2009 à octobre 2009.
Elle siège à la Cour d'appel d'Ouganda, de 2013 à 2015, date à laquelle elle est nommée à la Cour suprême. Elle a été élue à la Commission internationale de juristes pour un mandat de cinq ans.
Lillian Tibatemwa-Ekirikubinza est l'une des cinq juges de la Cour constitutionnelle qui ont statué à la majorité de quatre contre un qu'« il n'y a pas de disposition unique dans la Constitution qui prévoit la reconduction d'un juge en chef à la retraite ». Elle a écrit l'opinion majoritaire dans cette décision. Cette décision a rendu impossible le retour de Benjamin Odoki (en) en tant que juge en chef, car il avait atteint l'âge de la retraite obligatoire de 70 ans.

## Distinctions
Elle est membre de l'Académie nationale des sciences ougandaise et diplômée de l'International Women's Leadership Forum.
Elle est conférencière au World Press Freedom Day 2018.

## Publications
- Criminal Law in Uganda: Sexual Assaults and Offences against Morality (2005)
- Judicial Bench Book on Violence against Women in Commonwealth East Africa (2016)

## Voir également